# Isa bin Salman Al Jalifa
Isa bin Salman Al Jalifa (3 de junio de 1933-6 de marzo de 1999) fue el undécimo emir de Baréin, perteneciente a la dinastía de los Al Jalifa.

## Biografía
Nació el 3 de junio de 1933, recibió su educación enteramente en el emirato, aunque viajó a Europa. A partir de los 20 años empezó a tomar responsabilidades en la administración de su país.
Fue coronado príncipe heredero del emirato en 1958 y nombrado undécimo jeque de Baréin en 1961. En 1971 asumió el título de emir.
En 1949 se casó con su prima, la jequesa Hessa bint Salman Al Jalifa (1933-2009) y de este matrimonio tuvo la siguiente descendencia:
- Rey Hamad bin Isa Al Jalifa
- Rashid bin Isa Al Jalifa
- Abdullah bin Isa Al Jalifa
- Muhammed bin Isa Al Jalifa
- Ali bin Isa Al Jalifa
- Sheikha bint Isa Al Jalifa
- Nura bint Isa Al Jalifa
- Maryam bint Isa Al Jalifa
- Muneera bint Isa Al Jalifa

El emir Isa bin Salman Al Jalifa murió el 6 de marzo de 1999 en Manama, Baréin, siendo enterrado en el cementerio de Riffa, Manama.

Escudo como caballero de la Orden de Isabel la Católica.

## Títulos y tratamientos
Esta tabla aún no está actualizada. Puedes contribuir aportando información sobre títulos y tratamientos de esta persona.

## Distinciones honoríficas

### Distinciones honoríficas bareiníes
- Soberano Gran Maestre de la Orden de Al Jalifa.
- Soberano Gran Maestre de la Orden del Jeque Isa bin Salman Al Jalifa.
- Soberano Gran Maestre de la Orden de Ahmad el Conquistador.
- Soberano Gran Maestre de la Orden de Baréin.
- Soberano Gran Maestre de la Orden del Valor Militar.
- Soberano Gran Maestre de la Orden de la Competencia.

### Distinciones honoríficas españolas
- Caballero del collar de la Orden de Isabel la Católica (04/12/1981).[3]